# Retxnoie (Primórie)
|  | Per a altres significats, vegeu «Retxnoie». |

Retxnoie (en rus: Речное) és un poble del krai de Primórie, a l'Extrem Orient de Rússia, que en el cens del 2010 tenia 220 habitants. Pertany al districte rural de Dalnerétxenski.